# Aulon (stolica tytularna w Grecji)
Aulon (łac. Diœcesis Aulonensis) – stolica historycznej diecezji w Cesarstwie Bizantyńskim, współcześnie w Grecji. Powstała ok. 1200 roku i podlegała metropolii ateńskiej. Od 1933 katolickie biskupstwo tytularne, nieobsadzone od 1998.

## Biskupi tytularni
| Lp. | Biskup          | Od                | Do               |
| --- | --------------- | ----------------- | ---------------- |
| 1   | Tomás Solari    | 23 sierpnia 1943  | 20 września 1948 |
| 2   | Manuel Tato     | 13 listopada 1948 | 11 lipca 1961    |
| 3   | Manuel Cárdenas | 7 kwietnia 1962   | 28 lipca 1998    |